# Слюсарчук Костянтин Олексійович
Костянти́н (Кость) Слюсарчу́к (* 1869, м. Радівці, Герцогство Буковина, Австро-Угорщина — † 26 жовтня 1919, с. Грушка, нині Староушицька селищна громада, Кам'янець-Подільський район, Хмельницька область) — український галицький військовий діяч. Підполковник УСС, полковник Української Галицької Армії.

## Життєпис

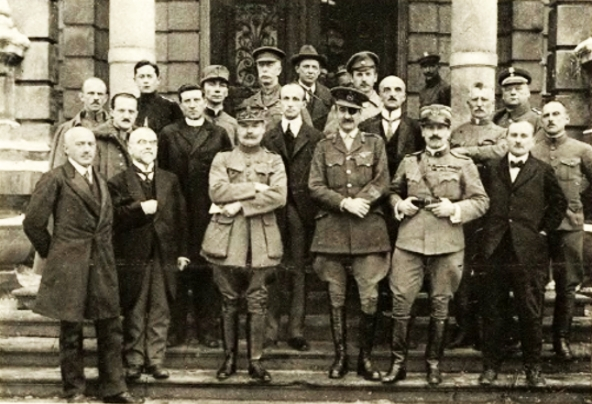
Члени делегацій на перемовинах про припинення вогню. Львів, палац Потоцьких, 26.02.1919 рік. Перший ряд (зліва направо): Володимир Темницький, Володимир Охримович, голова французької місії генерал Жозеф Бартелемі, керівник британської місії генерал-майор Адріан Картон де Віарт, італійський майор Джузепе Стабіле, Степан Витвицький; Другий ряд: Альфонс Ерле, отець Франц Ксаверій Бонн, Роберт Говард Лорд (США), Осип Бурачинський, Костянтин Слюсарчук, Теодор Рожанківський; Третій ряд: стоїть третій — отець Антін Калята, четвертий — британський полковник Смайс, шостий — Вільгельм Фідлєр

Народився в сім'ї священика отця Олексія Слюсарчука.
Був кадровим старшиною австро-угорської армії. У липні 1917 року призначений командантом Вишколу УСС у Пісочній на Львівщині (був тоді підполковником УСС). У 1918-1919 роках — командант групи «Щирець», пізніше — 7-ї Львівської бригади УГА.
Наприкінці лютого 1919 року брав участь у складі делегації ЗУНР на переговорах із місією Антанти у Львові. 
Після переходу УГА за Збруч — командант армійського вишколу в селі Грушка біля Кам'янця-Подільського, де помер, захворівши на тиф.